# Курбатиха (Владимирская область)
Курбатиха — деревня в Вязниковском районе Владимирской области России, входит в состав Паустовского сельского поселения.

## География
Деревня расположена на берегу реки Мотра в 24 км на юго-запад от центра поселения деревни Паустово и в 41 км на юго-запад от города Вязники.

## История
В конце XIX — начале XX века деревня входила в составе Сергиевской волости Гороховецкого уезда, с 1926 года — в составе Сергиево-Горской волости Вязниковского уезда. В 1859 году в деревне числилось 34 двора, в 1905 году — 39 дворов, в 1926 году — 64 двора.
С 1929 года деревня входила в состав Медведевского сельсовета Вязниковского района, с 1935 года — в составе Сергиево-Горского сельсовета Никологорского района, с 1963 года — в составе Вязниковского района, с 2005 года — в составе Паустовского сельского поселения.

## Население
| 1859 | 1905 | 1926 | 2002 | 2010 | 2021 |
| ---- | ---- | ---- | ---- | ---- | ---- |
| 238  | ↗258 | ↗319 | ↘42  | ↘27  | ↘17  |